# ぐんまちゃん (アニメ)
『ぐんまちゃん』は、同名のゆるキャラ「ぐんまちゃん」を主人公にしたテレビアニメ。群馬県自らが製作・著作を担当した。
シーズン1は2021年10月3日から12月26日までテレビ神奈川（放送幹事局）や群馬テレビほかにて、シーズン2は2023年4月8日から7月1日までBSフジや群馬テレビほかにて放送された。いずれも全13回で、各回は約7分のエピソード3本からなる。
また、エピソードごとに分けたもの（以下、単話版）も製作され、群馬県が公式YouTubeチャンネルやイベントなどで配信・上映している。
このほか、2022年4月4日から6月25日までNHK前橋放送局にて、一部のエピソードで再構成したもの（以下、NHK版）が放送された。全15回。

## 概要
舞台は実在する「群馬（県）」（漢字）ではなく、どこかにある不思議な架空の世界である、ひらがなの「ぐんま」。ぐんまちゃんが家族や仲間たちと過ごす日常が描かれ、「ぐんまちゃんはいつだってともだち」をテーマに、「思いやり」と「チャレンジ」をキーワードにした物語が展開される。群馬県内の観光地などをモチーフにした場面や、群馬県の特産品も作中に数多く登場する。
ぐんまちゃん以外の主要キャラクターである、あおま、みーみは、本作のオリジナルキャラクターである。また、県の広報誌「ぐんま広報」で連載の4コマ漫画『ぐんまちゃん異世界ぐんま物語 名もなきハニワ』のキャラクターも登場する。

### 制作
群馬県が計上した本作のアニメ化の予算は約2億3000万円。群馬県知事の山本一太は2021年7月の記者会見で、「（アニメ化は）十分に国内外にアピールする潜在力がある」と述べ、本作の人気を通じた群馬県の特産品の消費拡大に期待を寄せた。
制作は東京の会社「アセンション」に委託されている。監督・脚本と音響演出は本郷みつるが起用された。

### キャスティング
ぐんまちゃん役には、テープオーディションとスタジオオーディションによって高橋花林が選ばれた。テープオーディションの資料に「愛される声でありつつも個性的で、ぐんまちゃんだ！と思えるような声」と記載があり、個性的な声を得意とする高橋は自信を感じたが、スタジオオーディションの際に「より普通の声で演技してほしい」という指示があったため戸惑い、受かったときには驚いたという。インタビュアーの一人であるアニメイトタイムズの塚越淳一は「たぶんスタッフが求めていた“個性的”の想像を超える“個性的”が来てしまったから、それを少し戻すための“普通”だったのかもしれないですね（笑）」と推察し、高橋は「そうかもしれない」と答えた。
演技にあたり高橋は、スタジオオーディションに同席していたぐんまちゃんの原作者・中嶋史子から、キャラクターの設定などについての説明を聞き、キャラクターのイメージを固めた。また、監督から「フラットに演技してほしい」と指示があったため、楽しんだり悲しんだりする場面でもテンションを上下させ過ぎないようにし、ぐんまちゃんの「裏がなくすべてを真っ直ぐ受け入れる」性格を表現することに注力しているという。
ぐんまちゃんが持つ癒やしの力「ぐんまパワー」にもこだわりがあり、本作のオリジナルであるため方向性を決めるのに苦労したが、穏やかで緩やかなイメージに落ち着いたという。各エピソードの最後はぐんまちゃんの「◯◯パワー 100％」という決めセリフで締めくくられるが、高橋はこのセリフをエピソードごとに変えることを発案し、アドリブでその話にちなんだワードを入れていた。
ぐんまちゃん以外の主要キャラクターのキャストには群馬県出身者が起用されており、あおま役は太田市出身の内田彩が、みーみ役はみどり市出身の小倉唯がそれぞれ担当している。また、エンディング曲『Happy』を歌う今村麻莉愛、作詞・作曲の多胡邦夫、編曲の米田浩徳もそれぞれ群馬県出身である。

### 広報・海外展開
シーズン1の放送開始に先立って2021年7月30日から、群馬県は本作のポスターを無料配布する「ぐんまちゃんHELLOキャンペーン」を展開した。「HELLO」と「張ろう」をかけたキャンペーンで、同年12月31日まで県関係機関や県内の各市町村役場などで配布され、各地にポスターが張り出された。
2021年8月8日には初回放送の先行試写会が予定されていたが、新型コロナウイルスの蔓延に伴い中止となった。
群馬県の魅力発信や経済効果を狙い、本作は群馬県の群馬テレビのほか、県外の放送局・配信サイトでも放送・配信された。放送開始当初、シーズン1は県外7局の地上波でも放送し、全国の全世帯の48％をカバー。シーズン2では、地上波は県外はTOKYO MXのみに減った一方、新たにBSフジとアニメシアターXでも放送し全国をカバーしたとしている。
また、海外展開も見据え、アニメ化決定当初から英語などの各字幕版の制作費用も予算に組み込まれた。2023年2月にシーズン1が、2024年6月にシーズン2が、アメリカのストリーミングサービス「Crunchyroll」で配信され、英語、スペイン語、ポルトガル語、フランス語、ドイツ語、ロシア語、イタリア語、アラビア語の8言語の字幕に対応した。
2023年7月1日から4日、ぐんまちゃんはアメリカのロサンゼルスで開催されたアニメ・エキスポに初めて参加。アニメの各場面を写したパネルを使って群馬県の魅力をアピールした。

## 登場キャラクター
ぐんまちゃん
声 - 高橋花林
主人公。一人称は「ぐんまちゃん」。本来の設定と同様に性別は明言されていないが、妹のゆうみから「お兄ちゃん」と呼ばれることがある。
みんなが怒ったり困ったりしている時に「ぐんまパワー」でみんなを笑顔にするが、その力は自分自身には使えない。
ナレーションの存在を認識しており、話しかけることもある。
あおま
声 - 内田彩
ぐんまちゃんの友達。青色の体で、見た目がぐんまちゃんに似ている、元気でやんちゃ、素直な男の子。
みーみ
声 - 小倉唯
ぐんまちゃんの友達。ピンク色の体で、大きな耳が付いている、ちょっとおませな女の子。時折大胆な発言をする。
おとうさん
声 - 北沢力
ぐんまちゃんの父親。キャンプが趣味。
おかあさん
声 - 中尾衣里
ぐんまちゃんの母親。セレクトショップを経営している。
ゆうみ
声 - 指出毬亜
ぐんまちゃんの妹。ぐんまちゃんとは双子の兄妹。
おじさん
声 - 北沢力
ぐんまちゃんのおじさん（ぐんまちゃんの父親の弟で、叔父）。ぐんまちゃんの父親とは双子の兄弟。名前は「あきお」。
童心を忘れない子供っぽい性格をしていると言われ、兄には「子供っぽさが長所」と言われる。
競埴輪（競輪の埴輪版）、ハニワボートレース（競艇の埴輪版）、ハニワオートレース（オートレースの埴輪版）などの公営競技が趣味で、ぐんまちゃんを競技場に連れて行ってくれる。
古墳様
声 - 森田順平
ハニワ族の王様。ダジャレが好き。
かーん
声 - 吉川七瀬（AKB48 チーム8 千葉県代表）
ハニワ族のアイドル「三人童女」のメンバー。
のーん
声 - 清水麻璃亜（AKB48 チーム8 群馬県代表）
ハニワ族のアイドル「三人童女」のメンバー。
まーや
声 - 小田えりな（AKB48 チーム8 神奈川県代表）
ハニワ族のアイドル「三人童女」のメンバー。
ヤヨイヒメ
声 - 山岡ゆり
イチゴ族のお姫様。従者たちを連れてぐんまのイチゴ「やよいひめ」のPRをして回る。お城には魔法の鏡「ミラー族」がいる。みーみとは仲が悪い。
キリュウさん
声 - 山本希望
ファッションデザイナー。トミオーカ工場で生産された絹を使った服をデザインする。
フランソワーズ
声 - 清都ありさ
紡績工場「トミオーカ工場」の工場長。従業員の「ありんコージョ」たちを束ねる。
タマ
声 - 田村睦心
ネコの人気ロックバンド「ニャーズ」のボーカル担当。
ノラ
声 - 本田貴子
「ニャーズ」のギター担当。
トラ
声 - 中尾衣里
「ニャーズ」のベース担当。
ブチ
声 - 北沢力
「ニャーズ」のドラム担当。
ものしり博士
声 - 速水奨
いろいろなことを知っている老人。
猫忍
声 - 鈴木柚里絵
忍者姉妹の姉。
チュー忍
声 - 折笠富美子
忍者姉妹の妹。
あおまのお父さん
声 - 森田順平
あおまの父親。
あおまのお母さん
声 - 折笠富美子
あおまの母親。
みーみのパパ
声 - 小山剛志
みーみの父親。
みーみのママ
声 - 富沢美智恵
みーみの母親。
ダルマ大王
声 - 小山剛志
ダルマ族の王様。
ダイバ・クハツ
声 - 小山剛志
有名芸術家。
コンニャラップ
声 - 野津山幸宏
自由人のラッパー。
トム・シサク
声 - 東地宏樹
不思議なひと。
ナレーション
声 - 本田貴子
お話を説明してくれるひと。ぐんまちゃんと会話したり、「ぐんまちゃんのイマジナリーフレンド」と称して小さなハニワ族のような姿で登場することもある。
オバケ
声 - 矢島晶子
ちいさなオバケ。
マリア・ナナス
声 - 高垣彩陽
歌が大好きなひと。

## スタッフ
- 監督・脚本・音響演出 - 本郷みつる[1]
- キャラクター原案 - 中嶋史子[1]
- キャラクターデザイン・総作画監督 - 栗尾昌宏[1]
- 美術監督 - 奥村優子（第1回 - 第4回）→谷岡善王（第5回 - ）
- 色彩設計 - 髙橋枝里
- 撮影監督 - 島朋子（第1回 - 第4回）→河合有紀子（第5回 - ）
- 編集 - 長坂智樹
- 効果 - 倉橋裕崇
- 音響制作 - プロセンスタジオ、ビートリック（第1期）
- 音楽 - 多田彰文[1]
- アニメーションプロデューサー - 茂木仁史
- アニメーション制作 - アセンション[1]
- 製作 - 群馬県[1]

## 主題歌
「SWITCH！」
オープニングテーマ。シーズン1では頭サビと1番が、シーズン2では頭サビと2番が使用される。
作詞 - meg rock / 作曲・編曲 - 宮野弦士 / 歌 - ぐんまちゃん（高橋花林）、あおま（内田彩）、みーみ（小倉唯）
オープニングテーマ
単話版、NHK版のオープニングテーマ。10秒ほどのインスト曲。
作曲 - 多胡邦夫 / 編曲 - 米田浩徳
「Happy」
エンディングテーマ（シーズン2第5回を除く）。シーズン1では1番と2番とラスサビが、シーズン2では2番とCメロとラスサビが使用される。また、単話版では1番が使用される。
作詞・作曲 - 多胡邦夫 / 編曲 - 米田浩徳　/ 歌 - 今村麻莉愛
「バンビーナ」
シーズン2第5回のエンディングテーマ。布袋寅泰の『バンビーナ』のカバー。
作詞 - 森雪之丞 / 作曲 - 布袋寅泰 / 歌 - タマ（田村睦心）
「ぐんまちゃん えかきうた」
エンディングコーナー「ぐんまちゃん えかきうた」のテーマ曲。
作詞・作曲 - 宮嶋淳子、hisakuni / 編曲 - hisakuni / 歌 - 内田彩

## 各回リスト
各回は、オープニング→本編（エピソード3本）→エンディング→次回予告→「ぐんまちゃん えかきうた」の順で構成される。「ぐんまちゃん えかきうた」では、ぐんまちゃんの絵描き歌の映像と、最後に視聴者が応募したぐんまちゃんら登場キャラクターのイラストが紹介される。
なお、2024年10月から群馬テレビで行われた“再放送”は、「スペシャルトーク」→オープニング→本編（エピソード3本）→エンディング→次回予告の順で構成される。「スペシャルトーク」では、ぐんまちゃん役の高橋花林と、あおま役の内田彩またはみーみ役の小倉唯が出演し、本編への振りがなされる。
下表では、単話版の話数も併記する。
| 回数      | 単話版    | サブタイトル                     | 絵コンテ       | 演出                                  | 作画監督          | 初放送日       |
| シーズン1 | シーズン1 | シーズン1                        | シーズン1      | シーズン1                             | シーズン1         | シーズン1      |
| --------- | --------- | -------------------------------- | -------------- | ------------------------------------- | ----------------- | -------------- |
| 第1回     | 第1話     | こんにちは！ぐんまちゃん         | 本郷みつる     | 本郷みつる                            | 栗尾昌宏          | 2021年 10月3日 |
| 第1回     | 第2話     | ぼうけんへゴー!!                 | 川崎芳樹       | 川崎芳樹                              | 矢吹英子          | 2021年 10月3日 |
| 第1回     | 第3話     | ヤヨイヒメあらわる               | 本郷みつる     | 本郷みつる                            | 古佐小吉重        | 2021年 10月3日 |
| 第2回     | 第4話     | 日曜日には何をする？             | 川崎芳樹       | 川崎芳樹                              | まつざきはじめ    | 10月10日       |
| 第2回     | 第5話     | 工場ってすごーい！               | 本郷みつる     | まつもとあやね                        | 敷島博英          | 10月10日       |
| 第2回     | 第6話     | ハニワコンサート                 | 川崎芳樹       | 川崎芳樹                              | 林桂子            | 10月10日       |
| 第3回     | 第7話     | おしえて！ものしり博士           | 古謝和希       | まつもとあやね                        | 吉永剛            | 10月17日       |
| 第3回     | 第8話     | スターもたいへん                 | 川崎芳樹       | まつもとあやね                        | 阿部伸司          | 10月17日       |
| 第3回     | 第9話     | 鏡たちのナイショ話               | 川崎芳樹       | まつもとあやね                        | 矢吹英子          | 10月17日       |
| 第4回     | 第10話    | おじさんとおでかけ               | 本郷みつる     | 本郷みつる                            | 林一哉            | 10月24日       |
| 第4回     | 第11話    | ちょっとお疲れ？ぐんまちゃん     | 吉川菜津       | 本郷みつる                            | 矢吹英子          | 10月24日       |
| 第4回     | 第12話    | どこにいるの？ぐんまちゃん       | 川崎芳樹       | 本郷みつる                            | 栗尾昌宏          | 10月24日       |
| 第5回     | 第13話    | ゆうみとぐんまちゃん             | 川崎芳樹       | 能田健太                              | 矢吹英子          | 10月31日       |
| 第5回     | 第14話    | 世界ハニワ大運動会               | 佐々木和宏     | 本郷みつる                            | 栗尾昌宏          | 10月31日       |
| 第5回     | 第15話    | お母さんのお仕事                 | 川崎芳樹       | 水野知己                              | 林桂子            | 10月31日       |
| 第6回     | 第16話    | ものしり博士やる気がなくなる     | まつもとあやね | まつもとあやね（イメージ演出） 秦義人 | はしもとかつみ    | 11月7日        |
| 第6回     | 第17話    | 忍者参上！                       | 佐々木和宏     | 秦義人                                | はしもとかつみ    | 11月7日        |
| 第6回     | 第18話    | さらば！ニャーズ                 | 川崎芳樹       | 能田健太                              | 阿部伸司          | 11月7日        |
| 第7回     | 第19話    | キャンプへGO!!                   | 佐々木和宏     | 宮田亮                                | 矢吹英子          | 11月14日       |
| 第7回     | 第20話    | 誰と遊ぶ？                       | もりたけし     | 宮田亮                                | 今野淑子          | 11月14日       |
| 第7回     | 第21話    | 温泉へ行こう                     | まつもとあやね | 水野知己                              | 諏訪昌夫          | 11月14日       |
| 第8回     | 第22話    | みーみとパパ                     | 佐々木和宏     | 前園文夫                              | はしもとかつみ    | 11月21日       |
| 第8回     | 第23話    | あおまのお留守番                 | 佐々木和宏     | 前園文夫                              | はしもとかつみ    | 11月21日       |
| 第8回     | 第24話    | ぐんまちゃんの不思議な朝         | もりたけし     | 水野知己                              | 林一哉            | 11月21日       |
| 第9回     | 第25話    | 雲の上のぼうけん                 | 能田健太       | 能田健太                              | さとうまさし      | 11月28日       |
| 第9回     | 第26話    | ゲージツはビッグバーン！         | 山岡実         | 宮田亮                                | 今野淑子          | 11月28日       |
| 第9回     | 第27話    | イチゴでゴーゴー！               | 宮田亮         | 宮田亮                                | 矢吹英子          | 11月28日       |
| 第10回    | 第28話    | お母さんと忍者                   | 佐々木和宏     | 水野知己                              | はしもとかつみ    | 12月5日        |
| 第10回    | 第29話    | もっと教えて！ものしり博士       | 古謝和希       | 水野知己                              | はしもとかつみ    | 12月5日        |
| 第10回    | 第30話    | 楽しいドライブ                   | 能田健太       | 能田健太                              | 林一哉            | 12月5日        |
| 第11回    | 第31話    | ハニワ多数決                     | もりたけし     | 宮田亮                                | 藤原彰人          | 12月12日       |
| 第11回    | 第32話    | ハニワボートレース               | 宮田亮         | 宮田亮                                | はしもとかつみ    | 12月12日       |
| 第11回    | 第33話    | ぐんまちゃん寝込む               | まつもとあやね | まつもとあやね                        | 栗尾昌宏          | 12月12日       |
| 第12回    | 第34話    | ハニワ・ミーツ・ダルマ           | 佐々木和宏     | 渡辺万理恵                            | 大川義史          | 12月19日       |
| 第12回    | 第35話    | お家であそぼう                   | もりたけし     | 能田健太                              | 阿部伸司          | 12月19日       |
| 第12回    | 第36話    | コンニャラップあらわる           | 能田健太       | 能田健太                              | さとうまさし      | 12月19日       |
| 第13回    | 第37話    | 宇宙いけ！ぐんまちゃん           | 佐々木和宏     | 本郷みつる                            | 矢吹英子          | 12月26日       |
| 第13回    | 第38話    | アンノウン星到着！               | 佐々木和宏     | 本郷みつる                            | はしもとかつみ    | 12月26日       |
| 第13回    | 第39話    | ぐんまちゃん、がんばる           | 本郷みつる     | 本郷みつる                            | 栗尾昌宏          | 12月26日       |
| シーズン2 |           |                                  |                |                                       |                   |                |
| 第1回     | 第40話    | ぐんまちゃん、つづく             | 能田健太       | 能田健太                              | 栗尾昌宏          | 2023年 4月8日  |
| 第1回     | 第41話    | ゆうみはいもうと                 | 佐々木和宏     | 石山タカ明                            | 朴乾河            | 2023年 4月8日  |
| 第1回     | 第42話    | あおまウソをつく                 | もりたけし     | 渡辺万理恵                            | 大川義史 栗田美咲 | 2023年 4月8日  |
| 第2回     | 第43話    | ハニワアートフェスティバル       | 佐々木和宏     | 能田健太                              | さとうまさし      | 4月15日        |
| 第2回     | 第44話    | お母さんは働きもの               | 能田健太       | 能田健太                              | 矢吹英子          | 4月15日        |
| 第2回     | 第45話    | うどん最高！                     | もりたけし     | 能田健太                              | はしもとかつみ    | 4月15日        |
| 第3回     | 第46話    | ダルマおみくじ                   | 佐々木和宏     | 石山タカ明                            | はしもとかつみ    | 4月22日        |
| 第3回     | 第47話    | 上毛かるた大会                   | もりたけし     | 宮田亮                                | 今野淑子          | 4月22日        |
| 第3回     | 第48話    | ぐんまちゃん歯が痛い             | まつもとあやね | まつもとあやね                        | 栗尾昌宏          | 4月22日        |
| 第4回     | 第49話    | 犯人は誰だ                       | 佐々木和宏     | 能田健太                              | 神戸環            | 4月29日        |
| 第4回     | 第50話    | 昔はよかったの？                 | 佐々木和宏     | 能田健太                              | 矢吹英子          | 4月29日        |
| 第4回     | 第51話    | 忍者姉妹、働く                   | 能田健太       | 能田健太                              | 阿部伸司 吉永剛   | 4月29日        |
| 第5回     | 第52話    | ぐんまちゃんはおにいちゃん       | 能田健太       | 能田健太                              | 藤原彰人          | 5月6日         |
| 第5回     | 第53話    | 温泉宿でカンパイ！               | もりたけし     | 能田健太                              | はしもとかつみ    | 5月6日         |
| 第5回     | 第54話    | みーみ、ニャーズに会う           | もりたけし     | 能田健太                              | 阿部伸司          | 5月6日         |
| 第6回     | 第55話    | あおまのマンガプロジェクト       | 宮田亮         | 宮田亮                                | 今野淑子          | 5月13日        |
| 第6回     | 第56話    | ぐんまちゃんインターネットを知る | 古謝和希       | 古謝和希                              | 吉永剛            | 5月13日        |
| 第6回     | 第57話    | オバケがでたぞ                   | もりたけし     | 宮田亮                                | 矢吹英子          | 5月13日        |
| 第7回     | 第58話    | オートレースへGO!!               | 佐々木和宏     | 能田健太                              | 藤原彰人          | 5月20日        |
| 第7回     | 第59話    | ヤヨイヒメ怒りのイノベーション   | 宮田亮         | 宮田亮                                | さとうまさし      | 5月20日        |
| 第7回     | 第60話    | のんびりを極める                 | 佐々木和宏     | 宮田亮                                | はしもとかつみ    | 5月20日        |
| 第8回     | 第61話    | どうする？みーみ                 | もりたけし     | 石山タカ明                            | 林一哉            | 5月27日        |
| 第8回     | 第62話    | ダルマ対ハニワ                   | 佐々木和宏     | 能田健太                              | はしもとかつみ    | 5月27日        |
| 第8回     | 第63話    | どうしちゃったの？ぐんまちゃん   | 能田健太       | 能田健太                              | 矢吹英子          | 5月27日        |
| 第9回     | 第64話    | ものぐさ博士あらわる             | 古謝和希       | 古謝和希                              | 吉永剛            | 6月3日         |
| 第9回     | 第65話    | 忍者姉妹の悩み                   | もりたけし     | 石山タカ明 中矢琴乃                   | はしもとかつみ    | 6月3日         |
| 第9回     | 第66話    | ハニワもいろいろ                 | 佐々木和宏     | 渡辺万理恵                            | 栗田美咲          | 6月3日         |
| 第10回    | 第67話    | ドーナツドーナツ                 | もりたけし     | 能田健太                              | 矢吹英子          | 6月10日        |
| 第10回    | 第68話    | お母さんもいっしょ               | もりたけし     | 能田健太                              | 阿部伸司          | 6月10日        |
| 第10回    | 第69話    | コンニャラップ再び               | 能田健太       | 能田健太                              | さとうまさし      | 6月10日        |
| 第11回    | 第70話    | 遠い星からきたビンちゃん         | 宮田亮         | 宮田亮                                | 藤原彰人          | 6月17日        |
| 第11回    | 第71話    | 武人ハニワさま登場               | 佐々木和宏     | 宮田亮                                | 阿部伸司          | 6月17日        |
| 第11回    | 第72話    | おかしをつくろう                 | もりたけし     | 石山タカ明 中矢琴乃                   | 藤原彰人          | 6月17日        |
| 第12回    | 第73話    | スノボ最高！                     | もりたけし     | 石山タカ明 中矢琴乃                   | 林一哉            | 6月24日        |
| 第12回    | 第74話    | ぐんまちゃんまた悩む             | もりたけし     | 宮田亮                                | 吉永剛            | 6月24日        |
| 第12回    | 第75話    | アニメスタジオってすごーい！     | 佐々木和宏     | 能田健太                              | 藤原彰人          | 6月24日        |
| 第13回    | 第76話    | ぐんま謎の地下帝国               | 佐々木和宏     | 本郷みつる                            | 栗尾昌宏          | 7月1日         |
| 第13回    | 第77話    | 伝説のたからもの                 | 佐々木和宏     | 本郷みつる                            | さとうまさし      | 7月1日         |
| 第13回    | 第78話    | ぐんまちゃん、すごくがんばる     | 本郷みつる     | 本郷みつる                            | 栗尾昌宏          | 7月1日         |

### 単話版
単話版の各話は、単話版オープニング→本編（エピソード1本）→エンディング（シーズン1の短縮版）の順で構成される。
各エピソードの内容自体は同じ。各話リストについては上記の表を参照。

### NHK版
NHK版の各回は、アバンタイトル→単話版オープニング→本編（エピソード1～3本）→エンドクレジットの順で構成される。アバンタイトルでは、ぐんまちゃんとNHK前橋放送局の原口雅臣アナウンサーが実写で出演し、本編への振りがなされる。
各エピソードの内容自体は同じだが、放送順は異なるほか、シーズン1のエピソード全39話のうち23話分のみが放送された。下表では、放送上などでは触れられていないが、当該の単話版の話数も併記する。
| 回数 | 当該話 | サブタイトル                 | 絵コンテ       | 演出           | 作画監督       | 放送日        |
| ---- | ------ | ---------------------------- | -------------- | -------------- | -------------- | ------------- |
| (1)  | 第1話  | こんにちは！ぐんまちゃん     | 本郷みつる     | 本郷みつる     | 栗尾昌宏       | 2022年 4月4日 |
| (1)  | 第2話  | ぼうけんへゴー!!             | 川崎芳樹       | 川崎芳樹       | 矢吹英子       | 2022年 4月4日 |
| (1)  | 第3話  | ヤヨイヒメあらわる           | 本郷みつる     | 本郷みつる     | 古佐小吉重     | 2022年 4月4日 |
| (2)  | 第4話  | 日曜日には何をする？         | 川崎芳樹       | 川崎芳樹       | まつざきはじめ | 4月5日        |
| (2)  | 第5話  | 工場ってすごーい！           | 本郷みつる     | まつもとあやね | 敷島博英       | 4月5日        |
| (2)  | 第6話  | ハニワコンサート             | 川崎芳樹       | 川崎芳樹       | 林桂子         | 4月5日        |
| (3)  | 第7話  | おしえて！ものしり博士       | 古謝和希       | まつもとあやね | 吉永剛         | 4月6日        |
| (3)  | 第8話  | スターもたいへん             | 川崎芳樹       | まつもとあやね | 阿部伸司       | 4月6日        |
| (3)  | 第13話 | ゆうみとぐんまちゃん         | 川崎芳樹       | 能田健太       | 矢吹英子       | 4月6日        |
| (4)  | 第33話 | ぐんまちゃん寝込む           | まつもとあやね | まつもとあやね | 栗尾昌宏       | 4月7日        |
| (4)  | 第22話 | みーみとパパ                 | 佐々木和宏     | 前園文夫       | はしもとかつみ | 4月7日        |
| (4)  | 第23話 | あおまのお留守番             | 佐々木和宏     | 前園文夫       | はしもとかつみ | 4月7日        |
| (5)  | 第30話 | 楽しいドライブ               | 能田健太       | 能田健太       | 林一哉         | 4月16日       |
| (6)  | 第9話  | 鏡たちのナイショ話           | 川崎芳樹       | まつもとあやね | 矢吹英子       | 4月23日       |
| (7)  | 第25話 | 雲の上のぼうけん             | 能田健太       | 能田健太       | さとうまさし   | 4月30日       |
| (8)  | 第26話 | ゲージツはビッグバーン！     | 山岡実         | 宮田亮         | 今野淑子       | 5月7日        |
| (9)  | 第29話 | もっと教えて！ものしり博士   | 古謝和希       | 水野知己       | はしもとかつみ | 5月14日       |
| (10) | 第11話 | ちょっとお疲れ？ぐんまちゃん | 吉川菜津       | 本郷みつる     | 矢吹英子       | 5月21日       |
| (11) | 第18話 | さらば！ニャーズ             | 川崎芳樹       | 能田健太       | 阿部伸司       | 5月28日       |
| (12) | 第34話 | ハニワ・ミーツ・ダルマ       | 佐々木和宏     | 渡辺万理恵     | 大川義史       | 6月4日        |
| (13) | 第21話 | 温泉へ行こう                 | まつもとあやね | 水野知己       | 諏訪昌夫       | 6月11日       |
| (14) | 第36話 | コンニャラップあらわる       | 能田健太       | 能田健太       | さとうまさし   | 6月18日       |
| (15) | 第12話 | どこにいるの？ぐんまちゃん   | 川崎芳樹       | 本郷みつる     | 栗尾昌宏       | 6月25日       |

## 放送局
| 放送期間                                                                                        | 放送時間           | 放送局       | 対象地域 | 備考                                   |
| ----------------------------------------------------------------------------------------------- | ------------------ | ------------ | -------- | -------------------------------------- |
| 2021年10月3日 - 12月26日                                                                        | 日曜 8:00 - 8:30   | TOKYO MX     | 東京都   |                                        |
|                                                                                                 | 日曜 8:30 - 9:00   | とちぎテレビ | 栃木県   |                                        |
|                                                                                                 |                    | 千葉テレビ   | 千葉県   |                                        |
|                                                                                                 | 日曜 10:30 - 11:00 | 群馬テレビ   | 群馬県   | 第11回は放送せず（経緯は後述）         |
|                                                                                                 | 日曜 11:00 - 11:30 | テレビ神奈川 | 神奈川県 | 幹事局                                 |
|                                                                                                 | 日曜 17:00 - 17:30 | サンテレビ   | 兵庫県   |                                        |
|                                                                                                 | 日曜 18:30 - 19:00 | テレビ埼玉   | 埼玉県   |                                        |
| 2021年10月5日 - 12月28日                                                                        | 火曜 19:27 - 19:55 | KBS京都      | 京都府   |                                        |
| 2024年10月5日 - 12月28日                                                                        | 土曜 18:30 - 19:00 | 群馬テレビ   | 群馬県   | 「スペシャルトーク」を収録した“再放送” |
| 第7回から第11回まで（群馬テレビのみ第10回まで）全局で字幕放送を実施（2024年の“再放送”を除く）。 |                    |              |          |                                        |

| 配信開始日    | 配信時間        | 配信サイト | 備考       |
| ------------- | --------------- | --- | ---------- |
| 2021年10月4日 | 月曜 12:00 更新 | dTV アニメタイムズ | 先行配信   |
| 2021年10月9日 | 土曜 10:00 更新 | Hulu FOD dアニメストア U-NEXT アニメ放題 ABEMA TELASA J:COM オンデマンド メガパック auスマートパスプレミアム milplus バンダイチャンネル                                      | 見放題配信 |
|               |                 | Rakuten TV FOD GYAO!ストア DMM.com music.jp ビデオマーケット ニコニコチャンネル クランクイン!ビデオ HAPPY!動画 ひかりTV TELASA J:COM オンデマンド milplus バンダイチャンネル | 都度課金   |

| 配信開始日    | 配信時間          | 配信サイト  | 備考                                                          |
| ------------- | ----------------- | ----------- | ------------------------------------------------------------- |
| 2023年2月19日 | 10:00（PST） 配信 | Crunchyroll | 一挙公開 字幕付き版（英、西、葡、仏、独、露、伊、亜の各言語） |

| 放送期間               | 放送時間               | 放送局     | 対象地域 | 備考                                   |
| ---------------------- | ---------------------- | ---------- | -------- | -------------------------------------- |
| 2023年4月8日 - 7月1日  | 土曜 7:58 - 8:27       | BSフジ     | 日本全域 | BS放送 第7回は一部カット（経緯は後述） |
|                        | 土曜 8:00 - 8:30       | 群馬テレビ | 群馬県   |                                        |
| 2023年4月9日 - 7月2日  | 日曜 8:00 - 8:30       | TOKYO MX   | 東京都   |                                        |
| 2023年4月13日 - 7月6日 | 木曜 23:30 - 金曜 0:00 | AT-X       | 日本全域 | CS放送 / リピート放送あり              |
| 2025年1月4日 - 3月29日 | 土曜 18:30 - 19:00     | 群馬テレビ | 群馬県   | 「スペシャルトーク」を収録した“再放送” |

| 配信開始日    | 配信時間        | 配信サイト | 備考       |
| ------------- | --------------- | --- | ---------- |
| 2023年4月9日  | 日曜 8:30 更新  | アニメタイムズ Lemino dTV DMM TV                                                                                       | 先行配信   |
| 2023年4月14日 | 金曜 12:00 更新 | Hulu FOD dアニメストア U-NEXT アニメ放題 ABEMA J:COM オンデマンド milplus バンダイチャンネル Amazon Prime Video Paravi | 見放題配信 |
|               |                 | ニコニコチャンネル HAPPY!動画 バンダイチャンネル MOVIE FULL PLUS MOVIE FULL OnGenムービー ラブキャLOVE                 | 都度課金   |

| 配信開始日    | 配信時間          | 配信サイト  | 備考 |
| ------------- | ----------------- | ----------- | --- |
| 2024年6月25日 | 13:30（PST） 配信 | Crunchyroll | 一挙公開 字幕付き版（英、西、葡、仏、独、露、伊、亜の各言語） ※英語以外の各言語は、2024年7月25日 13:30（PST） 配信 |

単話版
| 配信期間                      | 配信時間        | 配信サイト                             | 備考 |
| ----------------------------- | --------------- | -------------------------------------- | --- |
| 2021年9月17日 - 2025年3月10日 | 金曜 11:00 更新 | YouTubeチャンネル 「tsulunos」         | 無料配信。1話ずつ順に1週間限定公開（一部常設公開） - 2022年1月21日更新分 : 第33話（常設公開） - 2022年2月4日 - 10月21日更新分 : 第1 - 32、34 - 39話 - 2022年10月28日 - 2023年7月14日更新分 : 第1 - 32、34 - 39話 - 2023年7月28日 - 2024年1月5日更新分 : 第40 - 63話 - 2024年1月12日更新分 : 第1 - 21話・第64話（第1 - 21話は常設公開） - 2024年1月19日 - 3月22日更新分 : 第65 - 74話 - 2024年4月5日 - 7月19日更新分 : 第22 - 37話・第40 - 55話 - 2024年8月16日更新分 : 第38話・第39話 期間限定配信： - 2021年9月17日 - 10月2日公開 : 第5話 - 2023年3月26日 - 4月7日公開 : 第40話 - 2023年12月27日 - 2024年1月12日公開 : 第1 - 39話（一挙公開） - 2024年3月27日 - 4月5日公開 : 第40 - 78話（一挙公開） |
| 2025年3月17日 -               | 月曜 6:30 更新  | YouTubeチャンネル 「劇団ぐんまちゃん」 | 無料配信。1話ずつ順に1週間限定公開（一部常設公開） - 2025年3月17日 - 7月28日更新分 : 第2 - 21話（1話ずつ順に常設公開） |

このほか、群馬県主催のイベントなどでも上映されている。
NHK版
| 放送期間               | 放送時間                                                                 | 放送局        | 対象地域 | 備考                   |
| ---------------------- | ------------------------------------------------------------------------ | ------------- | -------- | ---------------------- |
| 2022年4月4日 - 6月25日 | 4月4日 - 7日： 毎日 18:10 - 18:31 4月16日 - 6月25日： 土曜 11:42 - 11:54 | NHK前橋放送局 | 群馬県   | 6月11日は11:44 - 11:54 |

### 公営競技をテーマにした放送回の扱いについて
シーズン1のうち第11回について、群馬テレビは放送を見送ることを、放送予定日の前日である2021年12月11日までに決定。第11回の放送が予定されていた12月12日は、第1回の再放送がなされた。第11回ではBパートに公営競技の競艇を取り扱う内容があり、群馬テレビは「日本民間放送連盟（民放連）が規定する放送基準第91条『青少年の射幸心への影響』に抵触することなどを考慮した」と説明している。
本作を巡っては、第4回でもAパートに公営競技の競輪を取り扱う内容があり、放送後に群馬テレビの視聴者から「子ども向けアニメなのに公営ギャンブルを扱うのは不適切」との意見が放送倫理・番組向上機構（BPO）に寄せられ、青少年委員会で採り上げられていた。群馬テレビは、BPOからこれらの問題について連絡を受けていたという経緯がある。BPOは、群馬テレビからの第11回放送見送りについての報告を受け、「これ以上検討する必要はない」と結論付け、事実上不問とした。
群馬テレビの対応について、群馬県知事の山本一太や、前橋競輪場がある前橋市、桐生競艇場があるみどり市、伊勢崎オートレース場がある伊勢崎市の各市長からは、「いろいろな考えがあると思う」などと理解も示す一方、「放送見送りには違和感がある」「これらの公営競技に従事して雇用を得ている人に、自分の仕事は子どもに見せてはいけないものかのような印象を与えたら残念だ」などの意見が挙げられた。
なお、群馬テレビ以外の放送局・配信サイトでは、内容を精査した上で問題ないとして通常通り放送・配信が行われた。そのため結果的には、ぐんまちゃんの地元である群馬県の群馬テレビのみが放送見送りとなった。本作を放送する局で群馬県を対象地域とする局は他になく、当時、群馬県内から第11回を視聴するには有料の各配信サイトを利用するしかなくなった。群馬県は、2022年1月27日にニコニコチャンネルにて無料での一挙放映を行い、第11回についても放映。公式YouTubeチャンネル「tsulunos」でも2022年9月9日までに、第11回のエピソードにあたる単話版第31～33話を無料配信した。また、NHK前橋放送局では2022年4月7日、第11回CパートにあたるエピソードがNHK版第4回Aパートとして放送された。
シーズン2では第7回において、Aパートに公営競技のオートレースを取り扱う内容があり、BSフジでは、おじさんが「射幸心について思いを巡らせちまうなあ」とつぶやく終盤の15秒程度をカットして放送した。BSフジは「視聴者ターゲットに対して不適切だと判断し、変更した」と説明している。
なお、BSフジ以外の放送局・配信サイトでは、群馬テレビも含め通常通り放送・配信が行われた。同パートにあたる単話版第58話についても、群馬県公式YouTubeチャンネル「tsulunos」にて通常通り無料配信された。
群馬テレビはその後、2024年10月5日よりシーズン1、2の“再放送”を行うと発表。12月14日、シーズン1第11回が群馬県内の地上波として初めて放送された。また、2025年2月15日にはシーズン2第7回のノーカット版も放送され、TVerを介しBSフジの対象地域である日本全域に配信された。

## 関連商品

### CD
| 2021年10月20日 | SWITCH！-ぐんまちゃん SONG COLLECTION-                                        | COCC-17922        | \| # \| タイトル \| 作詞 \| 作曲 \| 編曲 \| 備考 \| 時間 \| \| --------- \| ----------------------------------------------------------------------------- \| ----------------- \| ----------------- \| --------- \| --------- \| ----- \| \| 1. \| 「SWITCH!」(歌：ぐんまちゃん（高橋花林）、あおま（内田彩）、みーみ（小倉唯）) \| meg rock \| 宮野弦士 \| 宮野弦士 \| [注釈 14] \| 3:59 \| \| 2. \| 「Happy」(歌：今村麻莉愛) \| 多胡邦夫 \| 多胡邦夫 \| 米田浩徳 \| \| 2:18 \| \| 3. \| 「SWITCH!（Instrumental）」 \| \| \| \| \| 3:58 \| \| 4. \| 「Happy（Instrumental）」 \| \| \| \| \| 2:18 \| \| 5. \| 「∞リボンをギュッと∞（BONUS TRACK）」(歌：内田彩) \| 金子麻友美 \| 浅野尚志 \| 浅野尚志 \| \| 2:51 \| \| 6. \| 「ミンナノグンマ（BONUS TRACK）」(歌：ぐんまちゃんダンサーズ) \| 宮沢泰 \| 新井俊也 \| 新井俊也 \| \| 3:35 \| \| 7. \| 「ぐんまちゃん えかきうた（BONUS TRACK）」(歌：内田彩) \| 宮嶋淳子 hisakuni \| 宮嶋淳子 hisakuni \| hisakuni \| \| 0:34 \| \| 合計時間: \| 合計時間: \| 合計時間: \| 合計時間: \| 合計時間: \| 合計時間: \| 19:33 \| |           |             |       |
|                |                                                                               |                   | |           |             |       |
| #              | タイトル                                                                      | 作詞              | 作曲 | 編曲      | 備考        | 時間  |
| 1.             | 「SWITCH!」(歌：ぐんまちゃん（高橋花林）、あおま（内田彩）、みーみ（小倉唯）) | meg rock          | 宮野弦士 | 宮野弦士  | [ 注釈 14 ] | 3:59  |
| 2.             | 「Happy」(歌：今村麻莉愛)                                                     | 多胡邦夫          | 多胡邦夫 | 米田浩徳  |             | 2:18  |
| 3.             | 「SWITCH!（Instrumental）」                                                   |                   | |           |             | 3:58  |
| 4.             | 「Happy（Instrumental）」                                                     |                   | |           |             | 2:18  |
| 5.             | 「∞リボンをギュッと∞（BONUS TRACK）」(歌：内田彩)                             | 金子麻友美        | 浅野尚志 | 浅野尚志  |             | 2:51  |
| 6.             | 「ミンナノグンマ（BONUS TRACK）」(歌：ぐんまちゃんダンサーズ)                 | 宮沢泰            | 新井俊也 | 新井俊也  |             | 3:35  |
| 7.             | 「ぐんまちゃん えかきうた（BONUS TRACK）」(歌：内田彩)                        | 宮嶋淳子 hisakuni | 宮嶋淳子 hisakuni | hisakuni  |             | 0:34  |
| 合計時間:      | 合計時間:                                                                     | 合計時間:         | 合計時間: | 合計時間: | 合計時間:   | 19:33 |

### BD
| 発売日        | 収録話                    | 規格品番  |
| ------------- | ------------------------- | --------- |
| 2023年7月31日 | シーズン1：全39エピソード | APMZ-5583 |

### 書籍
- 『アニメ ぐんまちゃん オフィシャルファンブック ぐんまちゃんといっしょなら、ちょっとしあわせ』（講談社、2024年2月19日発行）ISBN 978-4-06-534749-2[78]

### バーチャルフィギュア
エイベックス・グループのECショップ「ARSHOP」にて2022年11月18日よりバーチャルフィギュア「ぐんまちゃん」「あおま」「みーみ」の3体が発売された。エイベックス・ピクチャーズのスマホアプリ「ARSTAGE」に対応している。